# Storrsia olsoni
La especie Storrsia olsoni
 es la única del género Heteristius, pez marino de la familia de los dactiloscópidos. Su nombre se le puso en honor del científico taxónomo Storrs L. Olson.

## Hábitat natural
Se distribuye de forma endémica por el atolón de las Rocas y por el archipiélago de Fernando de Noronha, en la costa de Brasil. No hay información suficiente sobre su estado de conservación, pero aunque vive en áreas muy limitadas, resultan ser parques naturales muy protegidos, por lo que se le considera de "menor preocupación".
Es un habitante demersal de las lagunas costeras mareales, en un rango de profundidad de menos de 1 medtro.

## Morfología
De cuerpo similar al resto de su familia, la longitud máxima descrita era de 3 cm.